# 壺

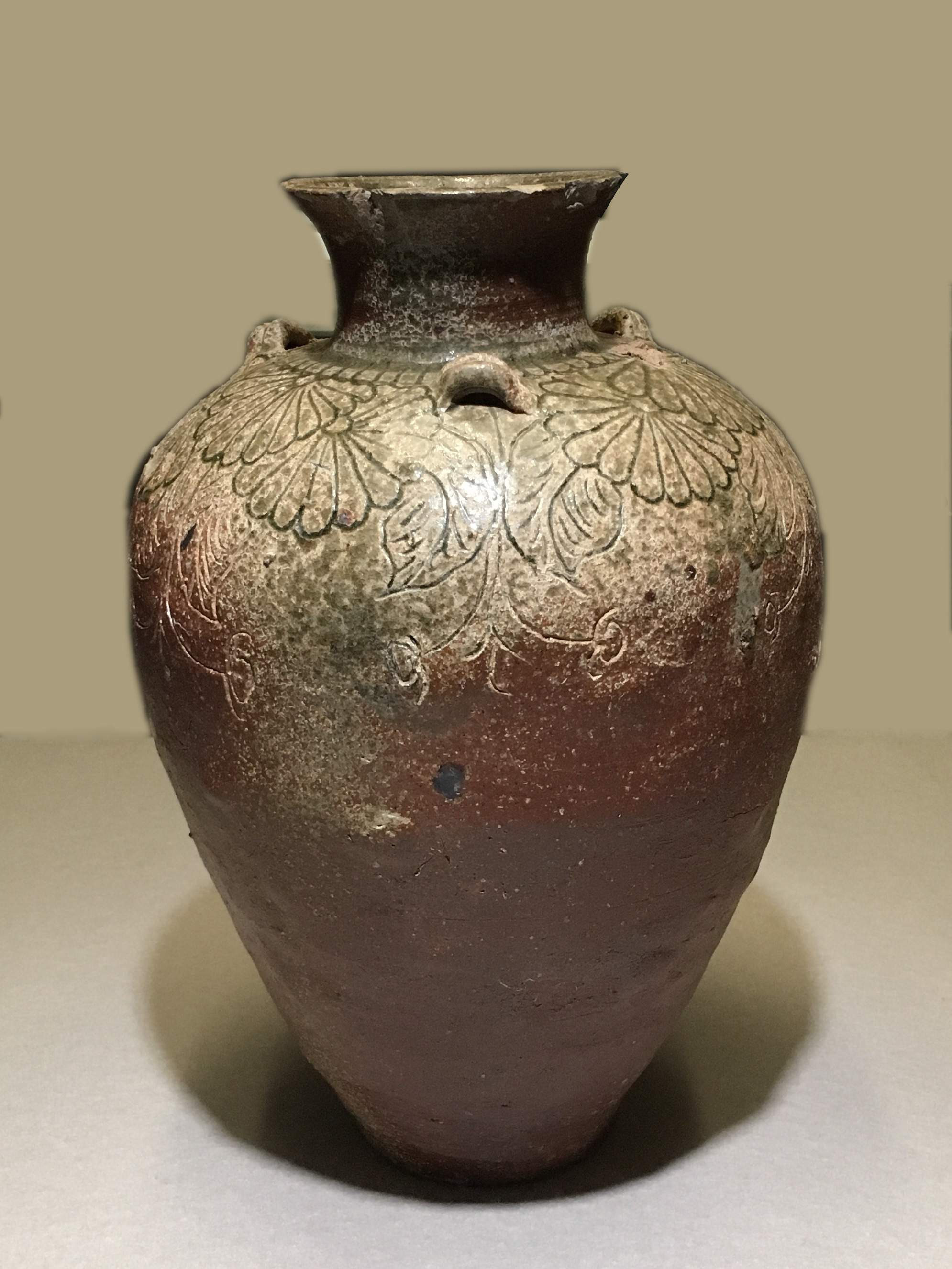
丹波焼の壺（12世紀）

壺（壷、つぼ）は、胴部がふくれて頸があり口が狭くなっている形状の陶磁器。蓋付きのものもあり液体の貯蔵などに用いられる。ただし、金属器の壺など陶製でないものもある（古墳時代にはカキメ調整などに用いられた）。

## 歴史
中期青銅器時代、地中海沿岸のレヴァントで「カナーン壺」が製作されるようになった。
その後、エジプトでアンフォラが製作されるようになり、当初は「カナーン壺」の模倣にすぎなかったが、底すぼみ形や寸胴形のものが現れるなど独自の発展を遂げた。新王国時代のアンフォラは、ワインの輸送や貯蔵に利用されていたケースが多数確認されたことから「ワイン壺」とも呼ばれているが、ビール、牛乳、蜂蜜、油、軟膏、肉、鳥、魚、麦、豆、果物などの容器にも使われていたことが明らかになっている。

## 器種
日本語には「壺」と「甕（瓶、かめ）」があり区別が困難な場合がある。考古学上は便宜的に、人類学者の長谷部言人が考案した正方形を九等分して土器の立面図とし、胴部と頸部の接する部分の幅が全体の3分の2以上のものを「甕」、3分の2に満たないものを「壺」とする目安が示されている。長谷部の分類は甕、壺、深鉢、浅鉢、皿、高坏に分けるが、あくまでも目安であり、実際の現場や報告書ではこれとは異なる呼称を用いているものもある。
テオティワカン遺跡の出土品は、Olla（大型壺）、Jar（壺）、Tecomate（テコマテ）などに分類されている。

## 用途
- 茶壺（英: jar）[1]
- 小便壺（尿瓶）[1]
- たこつぼ（英: fishing pot）[1]
- 種壺[1]
- 火消壺（炭壺）[1]
- 骨壺[1]
- るつぼ[1]
- 墨壺[1]
- 唾壺
- 胞衣壺
- 鼻煙壷

## 美術
生命力の象徴として壺自体が装飾のモチーフとされた。古代オリエントでは生命力を象徴する生命の木と呼ばれる文様があったが、ヨーロッパに伝播する過程で「生命の泉」を表す壺の中から植物がのびた図像に変化し、装飾の図柄として好まれた。初期のキリスト教世界では、壺はキリストの復活と再生を象徴する洗礼盤を暗示し、キリスト教の信徒を象徴する鳥獣が壺の左右から水を飲む文様は、キリストと信徒の関係を示すモチーフとして重要な役割を持った。中世になると生命の象徴や宗教的な意味は失われたが、アラベスクや染織の文様などで、花とともにデザインの構成物として好まれ続けた。

## 用字
漢字の字体は、下部を「亞」とする「壺」および、「亜」とする「壷」という2種類の表記が用いられる。2000年12月8日の国語審議会答申においては、常用漢字並みに常用される印刷標準字体としての表外漢字字体表として「壺」を採用しており、ウィキペディア日本語版においても表外漢字字体を用いる基準が採用されている（Wikipedia:表記ガイド#漢字参照）ことから、固有名詞などを除いては「壺」を用いることが妥当である。
ただし、康熙字典には「壷」が正字体として掲げられている。これに従い、『角川大字源』では「壷」を見出しに用いているほか、朝日新聞では1950年代から2007年1月15日付まで「壷」を用いていた。